# Прожинска вас
Прожинска вас (словен. Prožinska vas) је насељено место у општини Шторе, Савињска регија, Словенија.

## Историја
До територијалне реорганизације у Словенији била је у саставу старе општине Цеље.

## Становништво
У попису становништва из 2011. године, Прожинска вас је имала 483 становника.
| Број становника према пописима | Број становника према пописима | Број становника према пописима |
| ------------------------------ | ------------------------------ | ------------------------------ |
| 1991                           | 2002                           | 2011                           |
| 477                            | 464                            | 483                            |

Напомена: Године 1984. умањено за део насеља који је припојен насељу Шторе. Године 2000. умањено за део насеља који је припојен насељу Јаворник. Године 2002. смањена је за део насеља који је припојен насељу Шторе.